# Estación Largo da Paz
La Estación Largo da Paz es una de las estaciones del Sistema de Trenes Urbanos de Recife, situada en Recife, entre la Estación Joana Bezerra y la Estación Imbiribeira. La estación está ubicada en las proximidades de la Plaza Largo da Paz que da nombre a la estación. Se trata de la primera estación exclusiva de la Línea Sur. Fue inaugurada en 2005 y atiende a habitantes y trabajadores de la región este del barrio de Afogados.

## Accesos
La estación cuenta con una pasarela construida en 2013 para facilitar el acceso a la estación, principalmente para los pasajeros que vienen del otro lado de la Avenida Sur. Con un inversión de cerca de 580.000 reales, fue levantada con una estructura metálica de 34 metros de extensión y 7,8 metros de altura. El paso elevado está compuesto por tirantes, que permiten la entrada del sol, y está revestido con paneles de aluminio. Además de esto, el equipamiento tiene rampa y escaleras, proyectado conforme a las normas de accesibilidad, según la Secretaria de las Ciudades del Estado.